# Casa de Orange-Nassau
La casa de Orange-Nassau (en neerlandés: Huis Oranje-Nassau; en alemán: Haus Oranien-Nassau), una rama de la casa de Nassau, ha jugado un papel central en la historia de los Países Bajos, y en ocasiones en la historia de Europa desde Guillermo de Orange (también conocido como "Guillermo el Taciturno" y "Padre de la Patria"), que organizó la revuelta de los holandeses contra el dominio español y que tras más de ochenta años de guerra llevó a la creación de un estado independiente conocido como las Provincias Unidas.
Varios miembros de la casa de Orange-Nassau participaron durante este período de guerra y posteriormente durante la independencia como "gobernadores" o "estatúderes" (del neerlandés stadhouder). Sin embargo, en 1815, después de un largo período como una república (teórica), los Países Bajos se convirtieron en una monarquía gobernada por los miembros de la casa.
La dinastía Orange-Nassau se estableció como resultado del matrimonio entre Enrique III de Nassau-Breda del Sacro Imperio Romano Germánico y Claudia de Châlon, procedente de la Borgoña francesa. Su hijo René de Châlon fue el que primero adoptó el nuevo apellido familiar de "Orange-Nassau". Guillermo I el Taciturno fue su sobrino y sucesor.
A finales del siglo XVII, un miembro de la familia también se convirtió en rey de Inglaterra como Guillermo III, como resultado de la Revolución Gloriosa que expulsó a Jacobo II. Todavía hoy se celebran en varios lugares del mundo sus victorias militares y los progresos constitucionales de su reinado, principalmente la "Bill of Rights" de 1689, motivo de celebración de un controvertido festival conocido como "The Twelfth".

## La casa de Nassau

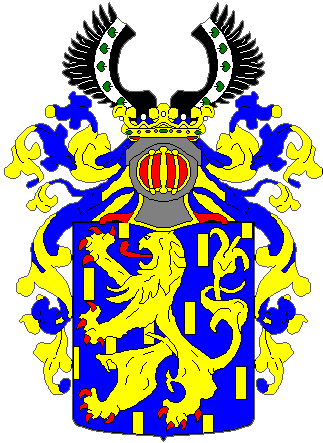
Escudo de armas de la casa de Nassau (desde el).

La primera persona que tuvo el título de conde de Nassau fue Enrique I, que vivió en la primera mitad del siglo XIII. La familia Nassau contrajo matrimonio con sus vecinos, los condes de Arnstein (actualmente Kloster Arnstein). Los hijos del conde Enrique, Walram y Otto se dividieron las posesiones familiares. Los descendientes de Walram serían conocidos linaje de Walram, que se convertirían en la casa de Nassau-Weilburg o duques de Nassau y en 1890 en archiduques de Luxemburgo. Los descendientes de Otto serían conocidos como el linaje Otoniano o linaje de Otón, que heredó propiedades en el condado de Nassau, Francia y los Países Bajos.
La casa de Orange-Nassau desciende del linaje otoniano. Engelberto I, que ofreció sus servicios al duque de Borgoña se casó con una noble holandesa y heredó tierras en los Países Bajos, entre las que se encontraba la baronía de Breda. Engelberto y sus sucesores adquirieron así el apellido Nassau-Breda.
La importancia de los Nassau-Breda se incrementó durante los siglos XV y XVI. Enrique III de Nassau-Breda fue nombrado estatúder de Países Bajos y Zelanda por el Carlos V a principios del siglo XVI. Enrique fue sucedido por Renato de Châlon-Orange en 1538. Cuando murió de forma prematura en el campo de batalla en 1544, sus posesiones pasaron a su sobrino, Guillermo de Orange, príncipe de Orange. Desde entonces los miembros de la familia adoptaron el apellido "Orange-Nassau".
Guillermo de Orange fue amigo del emperador Carlos V y de su hijo el rey Felipe II de España.

## La rebelión holandesa

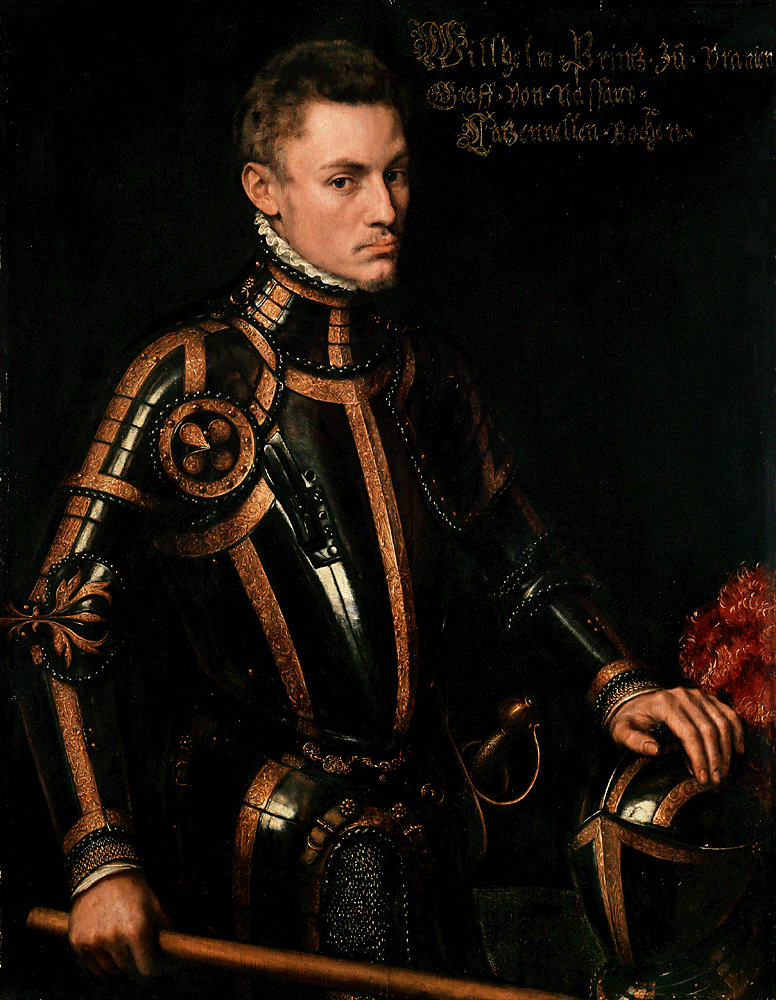
Guillermo I de Orange, el Taciturno, en su juventud (1555).

El emperador Carlos V se oponía a la Reforma protestante, gobernó los territorios de los Países Bajos con moderación y respeto a las costumbres locales, y no persiguió a sus vasallos protestantes a gran escala, salvo ciertas restricciones y regulaciones. Su hijo Felipe II de España heredó su antipatía por los protestantes pero no su moderación. Durante el reinado de Felipe II se inició una persecución directa hacia los protestantes, al mismo tiempo que se producía un incremento de los impuestos que los holandeses consideraban desorbitado, lo que generó un gran descontento entre la población. Guillermo de Orange, que durante su infancia había recibido una educación ligeramente luterana, apoyó a los protestantes de los Países Bajos, que en su mayoría eran calvinistas. En 1568 estalló una guerra que se prolongaría durante ochenta años. Guillermo sufriría varias derrotas hasta que en 1572 se apoderó de Brielle, una ciudad costera del sur de Países Bajos. Tras esta victoria muchos holandeses comenzaron a apoyar a Guillermo. Aunque durante varios años se mantuvo a la defensiva, desde 1580 consiguió asegurar su dominio sobre las ciudades del interior de Países Bajos. Su enfrentamiento con la monarquía española finalmente provocó su muerte en 1584 a manos de un asesino enviado por el rey Felipe II.
Guillermo fue sucedido por su segundo hijo Mauricio de Nassau, educado en el protestantismo y que demostraría ser un excelente estratega militar. Sus habilidades como comandante y la ausencia de un liderazgo fuerte en España a la muerte de Felipe II en 1598 le proporcionaron a Mauricio una situación excelente para aumentar los territorios bajo su dominio.
Mauricio fue nombrado estatúder (comandante militar) de la República de Holanda en 1585. Durante los primeros años del siglo XVII hubo algunos enfrentamientos entre el estatúder y la oligarquía holandesa (representada por la figura del gran pensionario), conformada por un grupo de poderosos mercaderes liderados por Johan van Oldenbarnevelt, que se oponían a las pretensiones de Mauricio de obtener mayores poderes de gobierno. Mauricio resultó vencedor en este enfrentamiento político mediante el asesinato judicial de Oldenbarnevelt.

## Expansión del poder dinástico
Mauricio murió soltero en 1625 y sin hijos legítimos. Fue sucedido por su hermanastro Federico Enrique de Orange-Nassau (Frederik Hendrik), el hijo más joven de Guillermo I. Mauricio aconsejó a su sucesor en su lecho de muerte que se apresurara a casarse tan pronto como le fuera posible. Unas pocas semanas después de la muerte de Mauricio, Federico Enrique se casaba con Amalia de Solms-Braunfels.
Federico Enrique y Amalia tuvieron un hijo y varias hijas. Las hijas se casaron con varias casas nobles destacadas como la Casa de Hohenzollern, pero también los Nassau de Frisia, que eran los estatúderes de esa provincia holandesa. Su único hijo Guillermo se casó con María, la hija mayor de Carlos I de Inglaterra. Estas maniobras dinásticas fueron dirigidas por Amalia.

## Exilio y resurgimiento

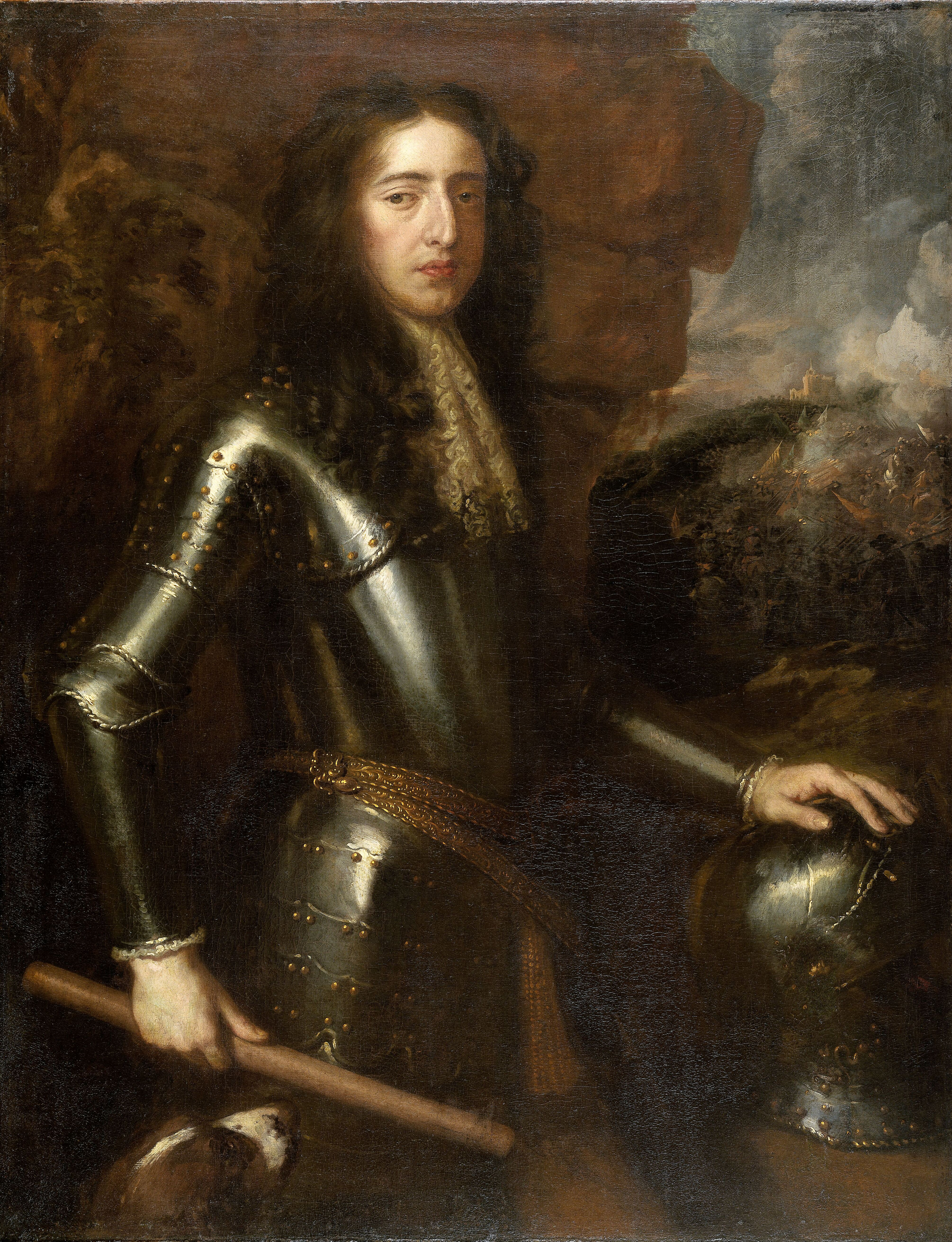
Guillermo III de Orange-Nassau
Rey de Inglaterra, Escocia e Irlanda, estatúder de Güeldres, Holanda, Zelanda, Utrecht y Overijssel.

Federico Enrique murió en 1647 y fue sucedido por su hijo. Como acababa de firmarse el Tratado de Munster, que ponía fin a la Guerra de los Ochenta Años con España, Guillermo trató de extender sus poderes políticos más allá del ejército, para consolidar su posición en el gobierno durante el período de paz, para gran incomodidad de los oligarcas holandeses. Cuando los regentes Andries Bicker y Cornelis y Andries de Graeff de Ámsterdam se negaron a aceptar los alcaldes que había nombrado, asedió la ciudad. El asedio provocó la ira de los holandeses y desgraciadamente, Guillermo murió de viruela el 6 de noviembre de 1650, dejando un hijo póstumo Guillermo (nacido el 14 de noviembre de 1650). Sin embargo, los opositores al estatúder decididieron dejar el cargo vacío y el recién nacido Príncipe de Orange fue exiliado con su familia. La educación del joven príncipe fue motivo de discusión entre su madre María y su abuela Amalia. Amalia quería que fuera educado para llevar a la Casa de Orange-Nassau nuevamente al poder, pero María quería que recibiera una educación exclusivamente inglesa. Los Estados Generales de Holanda mediaron en la discusión y convirtieron a Guillermo en "hijo del estado holandés", recibiendo una educación dirigida a mantenerlo apartado del gobierno. Guillermo se mostró muy dócil y conforme con la decisión.
La República de Holanda fue atacada por Francia e Inglaterra en 1672. La posición militar del estatúder era nuevamente necesaria y con el apoyo de sus partidarios, Guillermo recibió el cargo como Guillermo III, rechazando con éxito la invasión y adquiriendo más poder que sus predecesores durante la Guerra de los Ochenta Años. En 1677 Guillermo se casó con María de Inglaterra, hija del futuro rey Jacobo II de Inglaterra. Sin embargo, pronto estalló la guerra en Inglaterra entre los partidarios del rey Jacobo II (que se había convertido al catolicismo) y sus opositores. En 1688 Guillermo viajó a Inglaterra, invitado por los parlamentarios ingleses para derrocar a su suegro católico y apoderarse del trono. Él y su esposa fueron coronados Rey y Reina de Inglaterra el 11 de abril de 1689, y de esta forma Guillermo se convirtió en uno de los soberanos más poderosos de Europa y el único que consiguió derrotar al rey Luis XIV de Francia. Murió sin hijos después de un accidente al caerse del caballo el 8 de marzo de 1702, dejando la Casa de Orange-Nassau extinta. Fue sucedido por la reina Ana I de Gran Bretaña.

## El segundo período sin estatúder
Los opositores de Guillermo III, que habían sufrido bajo su poderoso liderazgo, declararon que el cargo de estatúder volvía a quedar vacante. Esta decisión fue permitida por el enfrentamiento por el título de Príncipe de Orange entre Juan Guillermo Friso de los Nassau de Frisia y el rey de Prusia, emparentado con los Orange-Nassau por matrimonios previos. Ambos descendencían de Federico Enrique. El rey de Prusia Federico I era su nieto por vía materna, ya que era hijo de Luisa Enriqueta de Orange-Nassau. En su testamento Federico Enrique había dejado establecido que el linaje de Luisa sería su sucesor en el caso de que su línea directa se extinguiera. Juan Guillermo Friso era bisnieto de Federido Enrique y había sido nombrado heredero en el testamento de Guillermo III. Se trató de llegar a un acuerdo permitiendo que ambos pretendientes llevaran el título de Príncipe de Orange. El problema de las tierras se resolvió en 1713 cuando el principado hereditario de Orange fue conquistado por Luis XIV de Francia. Juan Guillermo Friso se ahogó cerca de Moerdijk en 1711, dejando un hijo póstumo, Guillermo IV de Orange-Nassau. Fue proclamado estatúder de Guelders, Overijssel, Drenthe y Utrech en 1722. Cuando se produjo la invasión francesa de 1747 Guillermo IV fue restaurado como estatúder de toda la República de Holanda, hereditaria por vía masculina y femenina.

## El fin de la república
Guillermo IV murió en 1751, dejando a Guillermo V de Orange-Nassau, de tres años, como estatúder. Mientras Guillermo V era menor de edad, los regentes holandeses gobernaron en su nombre. Por desgracia, los regentes decidieron una vez más debilitar el poder del estatúder, educándolo hasta convertirlo en una persona tímida y de carácter débil, que arrastraría durante toda su vida. Su matrimonio con Guillermina de Prusia fue ejemplo de su debilidad. Su incapacidad para gobernar provocó la ruina de la República de Holanda, que quedó en manos de los corruptos regentes. En 1787 consiguió sobrevivir al golpe de Estado de la facción de los "patriotas" (revolucionarios demócratas), que trataban de reformar la República, sólo gracias a la intervención de Prusia en su favor. Cuando los franceses invadieron Holanda en 1795 Guillermo V se vio obligado a huir, y no regresó a su país.
Después de 1795 la Casa de Orange-Nassau se enfrentó a un período difícil, sobreviviendo en el exilio en otras cortes europeas, especialmente las de Prusia e Inglaterra. Guillermo V murió en 1806.

## La monarquía (desde 1815)

### Un nuevo espíritu: El Reino Unido de los Países Bajos

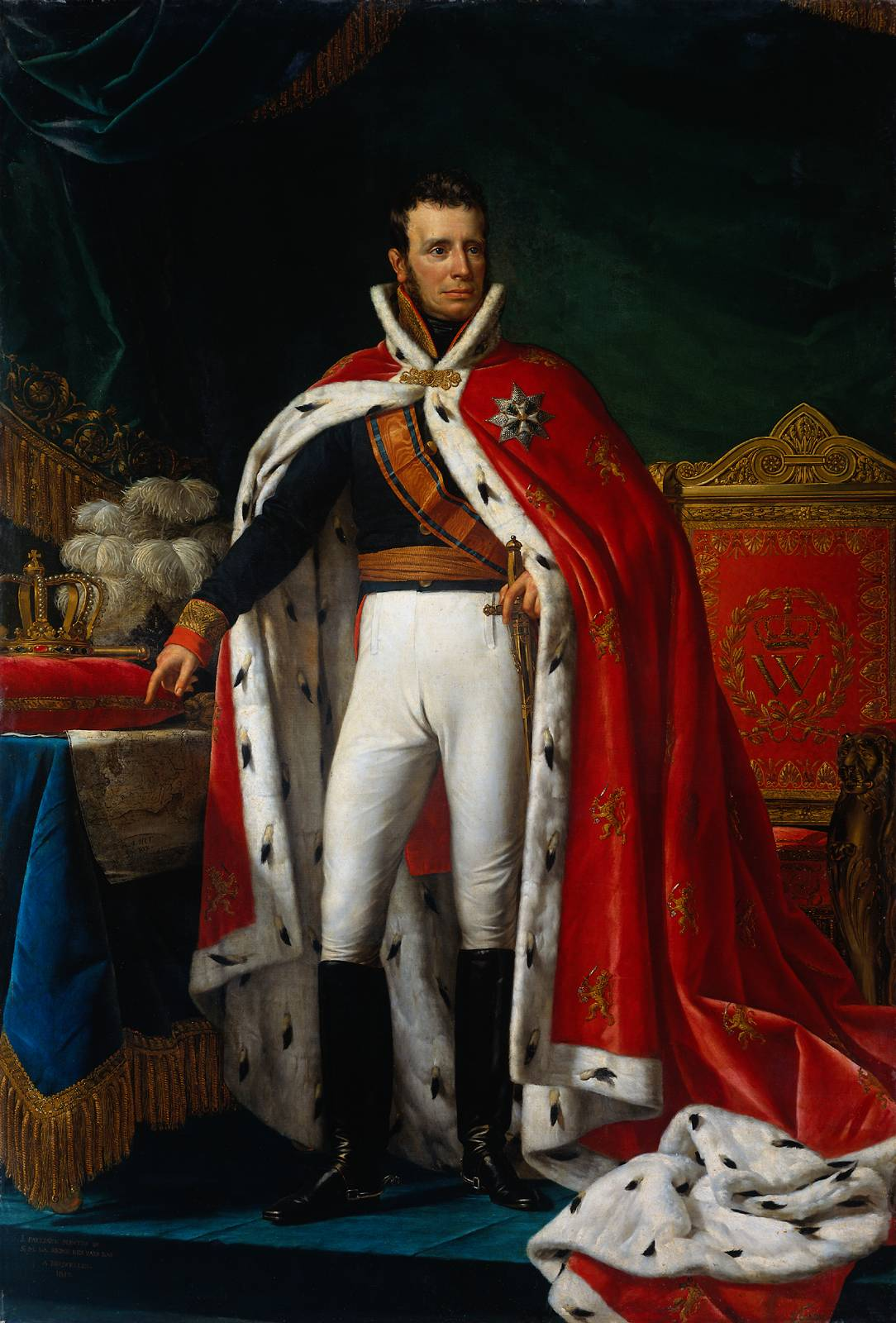
El rey Guillermo I de los Países Bajos.

Los rebeldes holandeses expulsaron a los franceses, que habían impuesto a Luis Bonaparte como rey. Se aceptó que el nuevo gobierno tendría que ser dirigido por Guillermo Federico, príncipe de Orange e hijo de Guillermo V. También se decidió que consolidaría su posición si los propios holandeses le otorgaban ese poder.
A instancias de un gobierno provisional, el Príncipe de Orange regresó a los Países Bajos en 30 de noviembre de 1813. Esta maniobra fue apoyada por Inglaterra, que trataba de fortalecer a los Países Bajos y dificultar posibles ataques futuros por parte de Francia. El 6 de diciembre Guillermo fue proclamado príncipe soberano hereditario, ya que había rechazado el título de rey. En 1814 los Países Bajos Austríacos (la actual Bélgica) fueron añadidos a sus dominios. El 15 de marzo de 1815, debido al regreso de Napoleón Bonaparte a Francia y con el apoyo de los países representados en el Congreso de Viena, Guillermo se proclamó Rey Guillermo I de los Países Bajos. También recibió el título de Gran Duque de Luxemburgo. Ambos países permanecieron separados a pesar de compartir un monarca común.
Como rey del Reino Unido de los Países Bajos, Guillermo trató de establecer una cultura común, fomentando la educación en neerlandés y el predominio de la religión calvinista, lo que provocó la resistencia de los territorios del sur del país (que habían estado separados del resto de los Países Bajos desde 1581), mayoritariamente católicos y francófonos. El rey Guillermo I se consideraba un déspota ilustrado y no terminaba de comprender las ideas liberales que se estaban extendiendo por Europa.
El Príncipe de Orange conservó sus derechos a las tierras de los Nassau (Dillenburg, Dietz, Beilstein, Hadamar, Siegen) en el centro de Alemania. Por otra parte, el rey de Prusia Federico Guillermo III —cuñado y primo de Guillermo I— había tratado de convertirse en gobernante de Luxemburgo, que consideraba una herencia de la Duquesa Ana de Luxemburgo, muerta más de tres siglos antes. En el Congreso de Viena, los dos cuñados aceptaron un intercambio —Federico Guillermo III recibió las tierras alemanas de los Nassau y Guillermo I se quedaba con Luxemburgo, ambas concesiones estaban más próximas a sus reinos—.
En 1830 Bélgica, conformada por los territorios al sur del reino de los Países Bajos, declaró su independencia y Guillermo comenzó una desastrosa guerra hasta 1839, cuando se vio obligado a firmar la paz. Furioso por la derrota y con su reino dividido, decidió abdicar en 1840. El poder de la monarquía fue reformado y limitado durante el reinado de su hijo Guillermo II, mediante una constitución que el propio monarca supervisó para evitar que el descontento revolucionario se extendiese a su país.

### Guillermo III y la amenaza de la extinción de la dinastía
Guillermo II murió en 1849. Fue sucedido por su hijo, el rey Guillermo III, un hombre conservador e incluso reaccionario, que se encontraba radicalmente opuesto a la constitución de 1848 y constantemente intentó formar sus propios gobiernos al margen del parlamento neerlandés. En 1868 intentó vender el Gran Ducado de Luxemburgo a Francia, lo que provocaría un enfrentamiento entre Prusia y Francia, así como el descontento de los propios luxemburgueses.
Guillermo III tuvo un matrimonio infeliz con Sofía de Wurttemberg y sus tres hijos varones murieron antes que él, lo que parecía crear la posibilidad de extinción de la dinastía de Orange-Nassau. Tras la muerte de Sofía en 1877, el rey Guillermo se casó con Emma de Waldeck-Pyrmont en 1879. Un año después la reina dio a luz a una hija y heredera, Guillermina. A la muerte de Guillermo en 1890 la Casa de Orange-Nassau se extinguió por línea masculina.
Como las mujeres no podían gobernar en Luxemburgo debido a la existencia de la Ley Sálica, el Gran Ducado pasó a la Casa de Nassau-Weilburg, un linaje colateral. La Casa de Orange-Nassau se perpetuó en 1909 con el nacimiento de Juliana, pero la casa real neerlandesa seguiría siendo pequeña hasta que nacieron las cuatro hijas de Juliana en las décadas de 1930 y 1940.

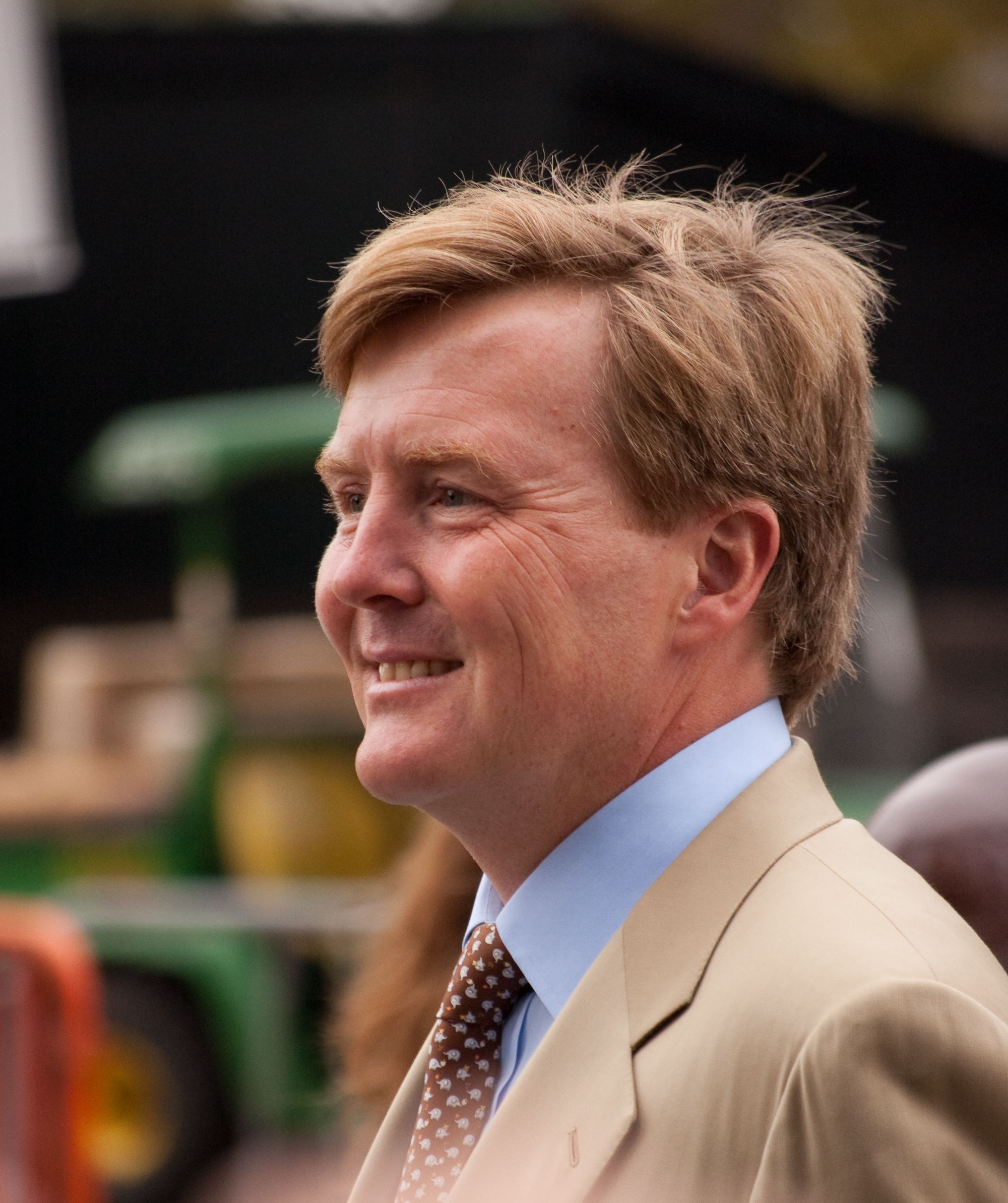
El rey Guillermo Alejandro.

### La monarquía moderna
Guillermina fue reina de los Países Bajos durante 58 años, desde 1890 a 1948. Como sólo tenía diez años en 1890, su madre, la reina Emma, actuó como regente hasta que cumplió los 18 años en 1898. Fue un símbolo de la resistencia neerlandesa durante la Segunda Guerra Mundial, y durante su gobierno se restauró la autoridad moral de la monarquía. Después de cincuenta años decidió abdicar en su hija Juliana. La reina Juliana se mostró menos estricta que su madre y bajo su gobierno la monarquía recibió el apodo de "monarquía en bicicleta", pues los miembros de la familia real a menudo viajaban en bicicleta por el país. Se produjo un breve incidente político en 1966 cuando la futura reina Beatriz decidió casarse con Nicolás de Amsberg, un diplomático alemán. Debido al pasado de von Amsberg como miembro de las Juventudes Hitlerianas y en la Wehrmacht la monarquía tuvo que pedir permiso al gobierno neerlandés para que la princesa pudiera casarse. Sin embargo, con el paso del tiempo, el Príncipe Claus se convirtió en uno de los miembros más populares de la monarquía neerlandesa y su muerte en el año 2002 fue muy sentida en todo el país.
El 30 de abril de 1980 la reina Juliana abdicó en su hija Beatriz, que se mostró más profesional que su madre. El 28 de enero de 2013, la reina Beatriz anunció su abdicación en favor de su hijo, después de 33 años de reinado. "Es tiempo para una nueva generación", declaró a la nación la reina Beatriz, que abdicó el 30 de abril de 2013 en su hijo Guillermo Alejandro de Orange-Nassau.
El rey Guillermo Alejandro, nacido el 27 de abril de 1967, es el primer monarca varón desde 1890. En el año 2002 se casó con la argentina Máxima Zorreguieta, la pareja real ha tenido tres hijas: Catalina Amalia, Alexia y Ariane. Actualmente la monarquía neerlandesa conserva una popularidad muy alta.